# Caupenne-d'Armagnac
Caupenne-d'Armagnac är en kommun i departementet Gers i regionen Occitanien i sydvästra Frankrike. Kommunen ligger i kantonen Nogaro som tillhör arrondissementet Condom. År 2022 hade Caupenne-d'Armagnac 446 invånare.

## Befolkningsutveckling
Antalet invånare i kommunen Caupenne-d'Armagnac
Referens:INSEE